# 可变杆菌属
可变杆菌属（Amoebobacter），是光合细菌下的着色杆菌科的一属革兰氏阴性菌。单个细胞圆形。生长于含硫化氢的池塘和湖泊的泥及静止水体中；在含有可降解有机物的废水氧化塘中可与桃红荚硫菌一起成为水华的主体菌。
该属的模式种为玫瑰色可变杆菌（Amoebobacter roseus）。

## 下属物种
本属包括以下物种：
- 片状可变杆菌 Amoebobacter pedioformis
- 悬挂可变杆菌 Amoebobacter pendens
- 紫红可变杆菌 Amoebobacter purpureus
- 玫瑰色可变杆菌 Amoebobacter roseus